# Тамильский кинематограф
Тами́льский кинемато́граф (там. கோலிவூட), или Колливу́д — общее название производимых в Индии фильмов на тамильском языке. Хотя тамильское кино снимают и на Шри-Ланке, центром тамильского кинематографа является город Ченнаи (бывший Мадрас), расположенный на восточном побережье Индии, административный центр южноиндийского штата Тамилнад. Большинство связанных с производством фильмов предприятий расположено в районе Кодамбаккам, от которого произошло по ассоциации с Голливудом название этой местности — Колливуд, которое используется как синоним сочетаний «тамильский кинематограф» и «тамильское кино».
По данным индийского Центрального управления сертификации кинофильмов (англ. Central Board of Film Certification), только в 2003 году был выпущен 151 фильм на тамильском языке. Таким образом, Колливуд занял третье место в Индии после производства фильмов на хинди («Болливуд», 246 фильмов) и на телугу («Толливуд», 155 картин). Если в 2005, 2006 и 2008 годах Толливуд и Болливуд поменялись местами, и лидирующая позиция на кинорынке в эти годы принадлежала кинематографу на языке телугу (в эти годы в Толливуде было снято самое большое и даже рекордное количество фильмов в Индии), то тамильский кинематограф стабильно занимал третье место. Однако ситуация изменилась в 2012 году, когда по количеству произведённых кинокартин Колливуд вышел на первое место (262 фильма), обогнав Толливуд (256) и Болливуд (221). Лидирующую позицию тамильский кинематограф удерживал и в следующем, 2013 году, когда в Колливуде было снято 292 фильма, в Толливуде — 280, а в Болливуде — только 255 кинокартин. В 2014 году Колливуд отступил на вторую позицию (326 фильмов), вновь уступив лидерство Толливуду (349), а Болливуд (263) остался на прежнем третьем месте, как и в предыдущие годы. Таким образом, кинематограф штата Тамилнад входит в число трёх крупнейших киноиндустрий Индии наряду с хинди (Болливуд) и телугуязычной (Толливуд) киноиндустриями. За последнее время кинематограф на тамильском языке снискал себе репутацию первопроходца и стартовой площадки для новых технологий и новых формул сценария во всей южноиндийской киноиндустрии. Более того, на сегодняшний день кинопродукция Колливуда является основным источником ремейков для других индийских киноиндустрий, в том числе и для Болливуда, где большинство блокбастеров последних лет являются ремейками южноиндийских кинокартин, в основном тамильских.

## История

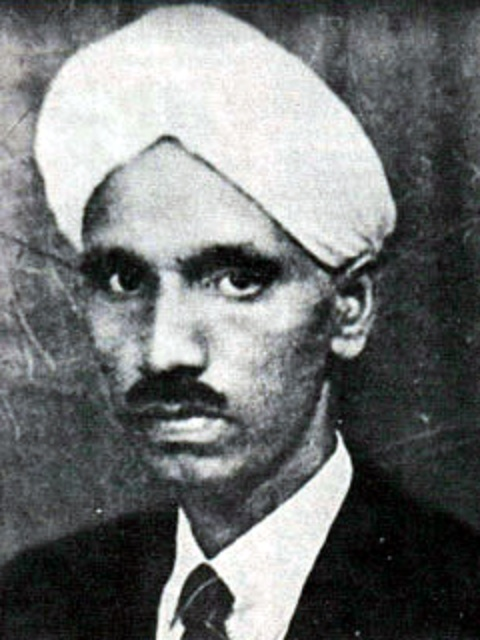
Н. Р. Мудалиар

Отцом тамильского кинематографа считается Натараджа Рангасвами Мудалиар (известный также как Натараджа Р. Мудалиар или Р. Натараджа Мудалиар), первый тамильский продюсер, режиссёр и оператор. Натараджа Р. Мудалиар изучал приёмы кинематографии в Лондоне и Пуне. При финансовой поддержке своего двоюродного брата С. М. Дхармалингама, имея только одну подержанную кинокамеру, он основывает первую киностудию в Килпакаме.
В 1916 (по другим сведениям, в 1917 или в 1918) году Натараджа Р. Мудалиар снимает фильм Keechaka Vadham («Убийство Кичаки»), с титрами на тамильском, хинди и английском языках, ставший первым немым фильмом Южной Индии. В период с 1917 по 1923 годы он выпускает ещё несколько немых кинокартин. Все фильмы носили мифологический характер. В 1923 году Натараджу Р. Мудалиара постигает большое несчастье: основанная им киностудия сгорает дотла, во время пожара погибает его сын. После происшедшего режиссёр полностью оставляет занятие кинематографом.

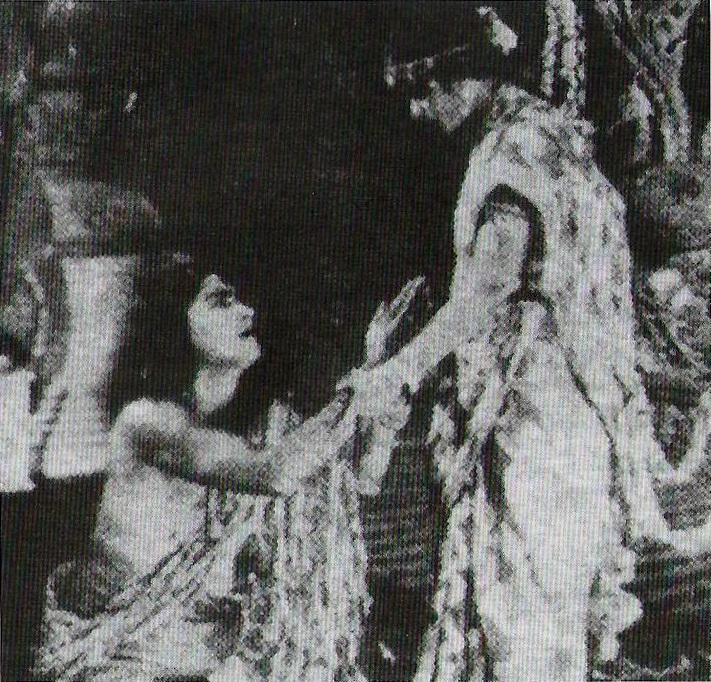
Кадр из фильма «Калидаса», 1931

В 1931 году Ханумаппа Маниаппа Редди снимает первый тамильский звуковой фильм «Калидаса» (Kalidas). Фильм был посвящён истории жизни легендарного древнеиндийского поэта и драматурга Калидасы. Однако данную кинокартину всё же нельзя вполне рассматривать как всецело тамильский фильм, так как диалоги персонажей велись на разных языках, и по большей части это был язык телугу. Съёмки кинокартины проходили в спешке, в результате чего фильм имел различные технические недостатки и огрехи. В главной женской роли снялась знаменитая Т. П. Раджалакшми. Будучи актрисой индийского театра, Т. П. Раджалакшми приобрела необыкновенную популярность как актриса кино. Она была знакома с индийской классической музыкой, знала искусство индийского классического танца и в своё время дебютировала на театральной сцене под руководством самого Шанкарадаса Свамигала, отца современного тамильского театра. В 1936 году Т. П. Раджалакшми выпускает свой собственный фильм «Мисс Камала» (Miss Kamala) и становится первой женщиной-продюсером и первой женщиной-режиссёром тамильского кинематографа.
В 1932 году П. П. Рангачари ставит фильм Kalava (Galava), который считается первым полнометражным фильмом, снятым полностью на тамильском языке.
1930-е годы — период, когда главным источником для киносценариев являлись излюбленные мифологические сюжеты. Успех, который имели первые, ещё тогда немногочисленные звуковые кинокартины, привлёк в кинематограф многих продюсеров и предпринимателей. Всё это усиливало конкуренцию на кинорынке, тем более, что в одном и том же году на экраны могли выходить фильмы на одни и те же мифологические сюжеты, но снятые разными режиссёрами, что ещё более подогревало конкурентную борьбу. Помимо мифологических повествований, темами тамильских фильмов периода 1930-х годов становились фольклорные и псевдоисторические сюжеты театральных пьес. Количество песен в фильмах доходило до тридцати.

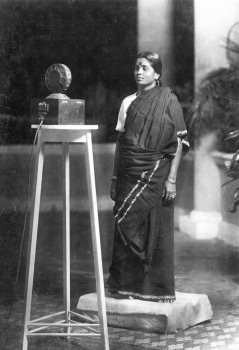
Актриса и певица К. Б. Сундарбал

В 1934 году А. Нараянан выпускает в прокат Srinivasa Kalyanam («Свадьба Шринивасы»). Это был первый тамильский фильм, снятый на южноиндийской киностудии. До 1934 года тамильские киноленты большей частью снимались на киностудиях Бомбея и Калькутты. Фильм А. Нараянана изменил эту практику, став первым фильмом, выпущенным в штате Тамилнад.
В 1935 году кинокомпания South India Film Corporation выпускает кинокартину Kausalya («Каушалья»), первый тамильский фильм, в основе которого лежал не мифологический сюжет, а современная для зрителя того времени тема. 1935 год также ознаменован выходом фильма С. С. Васана Nandanar («Нанданар»), главную роль в котором исполнила К. Б. Сундарамбал — первая женщина-суперзвезда тамильского кинематографа. За роль в фильме актриса получила сто тысяч рупий, неслыханный по тем временам гонорар, размер которого даже в пересчёте на современные деньги вносит К. Б. Сундарамбал в разряд самых высокооплачиваемых актёров и актрис Индии всех времён. В этот период определённый успех у зрителей начинает набирать комедийный жанр; заметив его популярность, кинопроизводители сопровождают концовку многих фильмов обязательными комедийными элементами.
1936 год — дебют Эллис Дунган, режиссёра американского происхождения. Эллис Дункан режиссирует фильм С. С. Васана Sati Leelavati (Sathi Leelavathi), ставший главным успехом тамильского кинопроката 1936 года. В фильме дебютировали будущие знаменитые актёры М. К. Радха и Т. С. Балайя, а в роли полицейского впервые на экране появляется М. Г. Рамачандран, будущая суперзвезда и «икона» Колливуда.

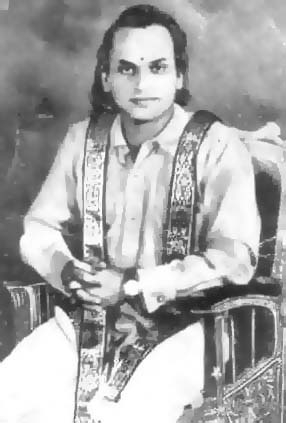
М. К. Тьягараджа Бхагавадар

1940-е годы — период выхода на экраны одного из самых грандиозных хитов в истории тамильского кино — фильма «Харидас» (Haridas) (1944). «Харидас» не выходил из проката в течение рекордных 768 дней. Успех фильма был обусловлен социально-патриотическим сценарием. В главной роли снялся Тьягараджа Бхагавадар, первый актёр-суперзвезда тамильского кинематографа.
1948 год — целая веха в истории тамильского кино, ознаменованная выходом на экраны кинокартины «Чандралекха» (Chandralekha), имевшей бюджет в три миллиона (30 лакхов) рупий. Фильм входит в число самых дорогостоящих тамильских кинопроектов всех времён. Позднее кинокартина была выпущена на хинди, став первым всеиндийским кинохитом, а также первым тамильским фильмом, приобретшим статус всеиндийского феномена (как за свои художественные достоинства, так и за высокую бюджетную стоимость).
В первой половине 1950-х годов входят в славу три тамильских суперзвезды: уже упоминавшийся выше М. Г. Рамачандран (или МГР), а также Шиваджи Ганешан и Джемини Ганешан (отец известной актрисы Болливуда Рекхи). Они правили тамильским кинематографом на протяжении трёх десятилетий: в 50-е, 60-е и 70-е годы.
1955 год — особый этап в истории тамильского кино: известный продюсер Т. Р. Сундарам революционизирует киноиндустрию, финансируя первую цветную тамильскую кинокартину «Али-баба и сорок разбойников» (Alibabavum Narpathu Thirudargalum) со знаменитым М. Г. Рамачандраном в главной роли.
Первым закадровым певцом Колливуда был Тиручи (Тричи) Логанатхан. Среди его известных хитов такие как «Vaarai Nee Vaarai», «Ulavum Thendral» из фильма Manthiri Kumari (1950) и др.

## Кинорынок
Оборот тамилоязычного кинорынка в 2009 году составил приблизительно 7,7 миллиарда индийских рупий, а за период с 2011 по 2012 год превысил 10 миллиардов рупий, достигнув отметки в 1030 кроров. Для сравнения: за этот же период оборот телугуязычного кинорынка штата Андхра-Прадеш (Толливуда) составил 1020 кроров, а штатов Керала и Карнатака — всего лишь около 150 и 140 кроров соответственно (то есть в среднем полтора миллиарда индийских рупий).
Рынок поделён между ключевыми игроками киноиндустрии: продюсерами, дистрибьюторами и прокатчиками. Штату Тамилнад принадлежит наибольшая доля южноиндийского кинорынка. Только в 2012 году доля тамильской киноиндустрии превысила 76 миллиардов индийских рупий (7620 кроров), что составило 36 процентов от всего регионального кинорынка. В то время как доля телугуязычного кинорынка штата Андхра-Прадеш (Толливуда) за это время составила около 65 миллиардов рупий (6480 кроров), или 30 процентов от всего регионального кинорынка. Доля же кинорынков штатов Карнатака и Керала за этот же период составила 19 и около 15 процентов соответственно (Карнатака — около 40 миллиардов рупий (3985 кроров) и Керала — чуть более 31 миллиарда рупий (3105 кроров)).
Помимо самого штата Тамилнад и тамилоязычных диаспор в штатах Андхра-Прадеш и Карнатака, в число ключевых территорий тамильского кинорынка входят такие страны как Малайзия, Сингапур, Шри-Ланка, страны Среднего Востока, США, Канада, Великобритания и другие страны Европы, а также Австралия и Новая Зеландия. Зрительская аудитория составляет более 70 миллионов тамилоязычного населения этих стран. Прокат высокобюджетных фильмов с хорошо известным зрителю звёздным актёрским составом на территории США и Канады составляет 20 процентов годового дохода международного тамильского кинорынка, а прокат таких кинокартин в Великобритании и прочих европейских странах, а также в Австралии и Новой Зеландии приносит другие 20 процентов дохода. Прокат на международном кинорынке фильма со средним бюджетом составляет только 10 процентов от годового дохода, а малобюджетные фильмы вообще не выпускаются на международный кинорынок.

## Кинопроизводство
В настоящее время киноиндустрия на тамильском языке в среднем производит от 200 до 250 кинокартин в год, тогда как на период 2009 года производилось в среднем 130—150 фильмов в год. Количество времени, затраченное на производство кинофильма, зависит от нескольких факторов: бюджета, постановочной стоимости, темы и сюжета кинокартины, актёрского состава, степени использования компьютерной графики и т. д. В среднем на создание малобюджетной картины уходит около 8 — 12 месяцев, производство фильма со средним бюджетом занимает 10 — 14 месяцев, а выпуск высокобюджетной кинокартины может занять от 12 до 18 месяцев. Количество съёмочных дней варьируется от 60 — 90 суток для фильма с небольшим бюджетом, 90 — 120 суток для фильма со средним бюджетом и до 140—200 суток для кинокартины с высокой бюджетной стоимостью.
Порядка 65 процентов выпускаемой кинопродукции относится к категории так называемых высокобюджетных кинокартин. Таковыми считаются фильмы, бюджет которых составляет 70 и более миллионов индийских рупий (7 и более кроров). Однако значительное число производимой кинопродукции, по словам ветерана киноиндустрии Анандана — до 95 процентов, не находит реализации на рынке по причине своего низкого рыночного спроса. И даже среди фильмов, выпущенных в прокат, значительный процент не в состоянии покрыть расходы, затраченные на их производство, а способен лишь едва компенсировать затраты на тиражирование и рекламу. По словам главного секретаря Индийской Федерации фильмов (Film Federation of India (FFI)) Супрана Сена, подобная ситуация характерна не только для тамильской, но и для всей индийской киноиндустрии в целом.

## Киностудии и кинопродукция
Известно более 25 киностудий и кинокомпаний, занимающихся как производством фильмов, так и распространением кинопродукции. Ведущими среди них являются:
- Киностудия Аскар Филмз (Aascar Films, или Oscar films Private Ltd) — основана в 1998 году продюсером и дистрибьютором В. Равичандраном[англ.], известным также как Оскар или Аскар Равичандран. На киностудии производят как малобюджетные фильмы, так и дорогостоящие кинокартины. На сегодняшний день «Аскар Филмз» славится производством хорошей, качественной кинопродукции[30]. Одна из лучших работ киностудии — супер-блокбастер «Незнакомец» (Anniyan[англ.], 2005), названный критиками редакционной коллегии IndiaGlitz «бриллиантом», «захватывающим дух фильмом»[31]. Спецэффекты для кинокартины делались всемирно известной Лабораторией компьютерной графики Tata Elxsi’s Visual Computing Labs (VCL) (со штаб-квартирой в Бангалоре), которая известна своими работами в голливудских фильмах «Добро пожаловать в рай!» (2005), «Путешествия Гулливера» (2010), «Человек-паук»[32]. В кинокартине был использован интерфейс компьютерной графики стандарта CGI и 3D анимация. «Незнакомец» был дублирован на такие крупнейшие индийские языки как хинди и телугу, а также на малаялам и каннада. Кинокартина шла в прокате в США, Великобритании, Австралии, Германии, Малайзии и Сингапуре.

- Киностудия AVM — старейшая из действующих киностудий в Индии[33]. AVM была основана в 1946 году столпом тамильского кинематографа А. В. Мейяппа Четтияром[англ.], известным также как А. В. Мейяппан. Это одна из немногих действующих киностудий, имеющая в своей производственной копилке более 170 фильмов на разных индийских языках[33]. AVM известна своей кинопродукцией высокого класса[30]. Киностудия имеет самое современное оборудование для процессов продакшена и пост-продакшена[33]. Среди лучших работ AVM  — триллер «Неуловимый» (Ayan), объявленный блокбастером 2009 года и побивший все прежние рекорды Колливуда по кассовым сборам, собрав около 65 кроров (650 миллионов рупий) в мировом прокате[34][35][36][37]. Ещё одна из лучших работ киностудии — блокбастер «Босс Шиваджи»[англ.] (Shivaji, 2007). Кинокартина имела бюджет в 650 миллионов рупий (16 млн $) и стала на тот момент самым дорогим фильмом за всю историю индийского кинематографа[38]. «Босс Шиваджи» стал также первой тамильской кинокартиной, вошедшей в первую десятку кинопроката Великобритании[33][39]. В мировом прокате блокбастер демонстрировался в США, Канаде, Австралии, Новой Зеландии, Сингапуре, Малайзии и Шри-Ланке[38][40]. В 2011 году фильм вошёл в число кинокартин, отобранных для показа на Международном фестивале тамильского кино (International Tamil Film Festival) в Угличе (Россия)[41].
- Кинокомпания Ви Криэйшенз (V Creations / V. V. Creations, или Kalaipuli Films International) — основана в 1984 году тамильским продюсером и дистрибьютором С. Тхану[англ.], известным также как Калайпули Тхану. «Ви Криэйшенз» славится тем, что не боится вкладывать деньги в нестандартные кинопроекты[30]. Одна из известных работ кинокомпании — фильм «Кандасами» (Kanthaswamy), получивший довольно противоречивые отзывы критиков.
- Кинокомпания Айнгаран Интернэшнл (Ayngaran International) — лидер на международном рынке проката тамильского кино, почти 90 % данного рынка находится в сфере её влияния[42]. «Айнгаран Интернэшнл» принадлежат права на международный прокат многих известных тамильских блокбастеров. Кинокомпания базируется в Лондоне (Великобритания), ей принадлежит сеть прокатных кинотеатров в Сингапуре, Шри-Ланке, Великобритании, Франции (Париж), Канаде, США, Австралии, Малайзии, ЮАР, Арабских Эмиратах (Дубай)[42]. «Айнгаран Интернэшнл» также имеет собственные розничные рынки сбыта в Париже и Лондоне[42]. В прокатной копилке кинокомпании более 2000 тамильских фильмов, включая такие блокбастеры, как Alaipayuthey[англ.] (2000), «Разум и чувства» (2000), «След от поцелуя на щеке/Поцелуй в щёчку»[англ.] (2002), Mudhalvan[англ.] (1999), «Невинная ложь» (1998), Baba[англ.] (2002), Ghilli[англ.] (2004), «Домашний очаг» (2005)[42].

- Киностудия Сан Пикчерз (Sun Pictures) — одна из лидирующих компаний тамильской киноиндустрии[43]. Первым проектом киностудии был знаменитый супер-блокбастер «Робот» (Endhiran/Enthiran) (2010), режиссёра Шанкара[англ.] (известного также как Шанмугам Шанкар или Шаши Шанкар). На 2010 год «Робот» являлся самым дорогим индийским фильмом за всю историю индийского кинематографа: бюджет кинокартины составлял, по разным данным, от 140 до 160 кроров (1.4 — 1.6 млрд рупий)[39][44][45][46][47][48][49]. Тамильский «Робот» стал первым в истории индийским фильмом, имевшим такую высокую бюджетную стоимость[45]. Права на кинокартину были проданы за огромную сумму в 200 кроров (2 млрд рупий)[47][48]. «Робот» входит в число самых дорогих неанглоязычных кинопроектов (англ.). По словам продюсеров, фильм собрал в прокате более 300 кроров (3 млрд рупий) только за первый месяц показа[46][50]. В мировом прокате кинокартина собрала 88 миллионов долларов[49]. В дальнейших планах режиссёра Шанкара съёмки сиквела Endhiran II («Робот II») с ещё более огромным бюджетом в 200—250 кроров (2 — 2.5 млрд рупий)[51][52][53][54]. Если режиссёру удастся осуществить свой проект, то Endhiran II станет первым фильмом с такой высокой для Индии бюджетной стоимостью[51].
- Кинокомпания Шиваджи Продакшенз (Sivaji Productions, или Sivaji Films) — одна из старейших, была основана как дистрибьюторская компания в 1956 году знаменитым Шиваджи Ганешаном, культовой фигурой тамильского кинематографа, и его братом В. С. Шанмугамом. В настоящее время «Шиваджи Продакшенз» занимается не только распространением, но и производством фильмов как на тамильском языке, так и на хинди. Кинокомпания принадлежит Прабху Ганешану и Рамкумару Ганешану, сыновьям Шиваджи Ганешана. Одна из лучших работ кинокомпании — кинокартина «Таинственная гостья» (Chandramukhi[англ.]), супер-блокбастер 2005 года, ставший пятидесятой по счёту кинокартиной, выпущенной «Шиваджи Продакшенз». На 2005 год фильм имел самый длительный период проката в Южной Индии за всю историю. «Таинственная гостья» демонстрировалась на 18-м Международном кинофестивале в Токио[55]. Кинокартина также открывала 7-й кинофестиваль IIFA Awards Film Festival в Дубае, став первым в истории южноиндийским фильмом, открывающим этот кинофестиваль[56]. В мировом прокате блокбастер демонстрировался в Малайзии, Сингапуре, Шри-Ланке, Австралии, Канаде, государствах ССАГПЗ и некоторых европейских странах[57]. Прокатные права на фильм были проданы приблизительно за 2.25 — 2.5 крора (22.5 — 25 млн рупий)[57]. В 2011 году «Таинственная гостья» вошла в число кинокартин, отобранных для показа на Международном фестивале тамильского кино (International Tamil Film Festival) в Угличе[41].
- Кинокомпания Эс Пикчерз (S Pictures) — известна производством качественной кинопродукции[30]. Главой «Эс Пикчерз» является режиссёр и продюсер Шанкар, известный своими высокобюджетными кинокартинами-блокбастерами, снятыми на киностудиях «Аскар Филмз», «AVM» и «Сан Пикчерз» («Незнакомец», «Крутой Шиваджи»/«Босс Шиваджи», «Робот»). Однако продукция кинокомпании Шанкара является полной противоположностью его упомянутых выше режиссёрских предпочтений: отличительная черта кинокартин «Эс Пикчерз» — заложенный в них сильный социальный посыл[30][58]. За подъём социальной тематики в картинах производства «Эс Пикчерз», её глава, режиссёр и продюсер Шанкар был удостоен степени почётного доктора от университета M. G. R. University (штат Тамилнад)[58]. Среди продукции «Эс Пикчерз» такие блокбастеры, как Mudhalvan[англ.] (1999, режиссёр Шанкар), Kaadhal[англ.] («Любовь») (2004, режиссёр Баладжи Сактивел), Imsai Arasan 23am Pulikesi[англ.] (2006, режиссёр Чимбудеван), Veyil[англ.] (2006, режиссёр Васанта Балан), Kalloori[англ.] (2007, режиссёр Баладжи Сактивел), Arai En 305-il Kadavul[англ.] (2008, режиссёр Чимбудеван), «Бессилие» (Eeram[англ.]) (2009, режиссёр Аривалаган), Anandhapurathu Veedu[англ.] (2010, режиссёр Нага).
- Кинокомпания Дуэт Мувиз (Duet Movies) — основана в 1999 году, принадлежит известному актёру Колливуда Пракашу Раджу, славящемуся своей любовью к хорошему кино[30]. «Дуэт Мувиз» выпускает фильмы на тамильском, а также на телугу и каннада языках. Один из известных фильмов кинокомпании — «Язык»/«Слова» (Mozhi[англ.]) (2007) — история о глухо-немой девушке, отстаивающей чувство собственного достоинства и своё право на независимость. Кинокартина получила одобрение критиков за чистоту содержания и музыкальное сопровождение, участвовала во внеконкурсном показе на Международном кинофестивале в Каннах (2007)[59][60][61].
- Кинокомпания Кавиталая, или Кавиталая Продакшенз (Kavithalaya/Kavithalaya Productions) — основана в 1981 году ветераном индийского кинематографа, лауреатом правительственной награды Падма Шри и премии имени Дадасахеба Пхальке (2010), режиссёром, продюсером и сценаристом К. Балачандером[62]. На сегодняшний день «Кавиталая» является одной из крупнейших кинокомпаний Южной Индии, производящая кинофильмы на четырёх дравидийских языках: тамильском, телугу, малаялам и каннада[62]. Кинокомпания выпускает как фильмы с невысоким бюджетом, так и довольно дорогостоящие картины[62]. В число известных кинофильмов «Кавиталая Продакшенз» входят такие блокбастеры, как «Всеми правдами» (Saamy, 2003) и «Роза» (Roja, 1992), а также очень успешный коммерческий проект — музыкальная драма Muthu[англ.] (1995). Фильм был дублирован на телугу и хинди, а также стал первой тамильской кинокартиной, дублированной на японский язык и ставшей супер-хитом в Японии[39][63][64][65].
- Киностудия Радж Камал Филмз (Raj Kamal films, или Raaj Kamal Films International) — основана в 1981 году её главой, известным актёром Камалом Хасаном для реализации собственных кинопроектов (но не обязательно таких, где он сам играет главные роли)[30]. Киностудия занимается выпуском кинопродукции как на тамильском языке, так и на хинди. Среди картин киностудии фильмы «Такие разные братья»[англ.] (Apoorva Sagodharargal, 1989), Mumbai Express[англ.] («Мумбайский экспресс», 2005) — на тамильском языке, «Дыхание времени» (Hey Ram[англ.], 2000) и «Тётя 420» (Chachi 420[англ.], 1997) — на языке хинди.

- Кинокомпания Мадрас Толкиз (Madras Talkies) — основана в 1995 году известным режиссёром и продюсером Мани Ратнамом. «Мадрас Толкиз» активно вовлечена в производство кинофильмов и телевизионных сериалов. Кинокомпания выпускает продукцию как на тамильском языке, так и на хинди. Одна из лучших кинокартин «Мадрас Толкиз» — «Демон» (Raavanan, 2010). Фильм стал частью постоянной коллекции Австрийского музея кино[66][67][68][69]. Коллекция музея насчитывает только 15 индийских кинокартин от общего количества в 25.500 фильмов[67][68][69][66]. В число известных картин кинокомпании входят также «Тандем» (Iruvar, 1997, на тамильском языке), «Любовь с первого взгляда» (Dil Se, 1998, на хинди), «След от поцелуя на щеке/Поцелуй в щёчку» (Kannathil Muthamittal[англ.], 2002, на тамильском языке), «Гуру: Путь к успеху» (Guru, 2007, на хинди).

## Актёры
В первой половине 1950-х годов вошли в славу три суперзвезды Колливуда: М. Г. Рамача́ндран, Шиваджи Гане́шан и Джемини Ганешан (отец известной актрисы Болливуда Рекхи). Первый из них, М. Г. Рамачандран, считается фигурой номер один в истории тамильского кинематографа. Он играл главные роли во многих блокбастерах, включая первую цветную тамильскую кинокартину «Али-баба и сорок разбойников» (Alibabavum Narpathu Thirudargalum). М. Г. Рамачандран является лауреатом премий Filmfare Awards South и Национальной кинопремии, а в 1960 году актёр был представлен к государственной награде Падма Шри, которую отказался получать по причине того, что текст был написан только на языке хинди и алфавите деванагари, который не используется в языках Южной Индии, относящихся к дравидийской языковой семье. М. Г. Рамачандран, Шиваджи Ганешан и Джемини Ганешан правили тамильским кинематографом на протяжении сразу трёх десятилетий: в 50-е, 60-е и 70-е годы.
В число наиболее известных актёров Колливуда периода 1980-х годов входят: Виджаякант, Прабху Ганешан (сын Шиваджи Ганешана), Мохан, Сатьярадж, Картик, Сараткумар, Арджун Сарджа и Мурали.
Период 1990-х годов отмечен приходом в тамильский кинематограф таких актёров как Арвинд Свами, Прабхудева, Виджай и Аджит Кумар, явившихся новой сенсацией Колливуда.

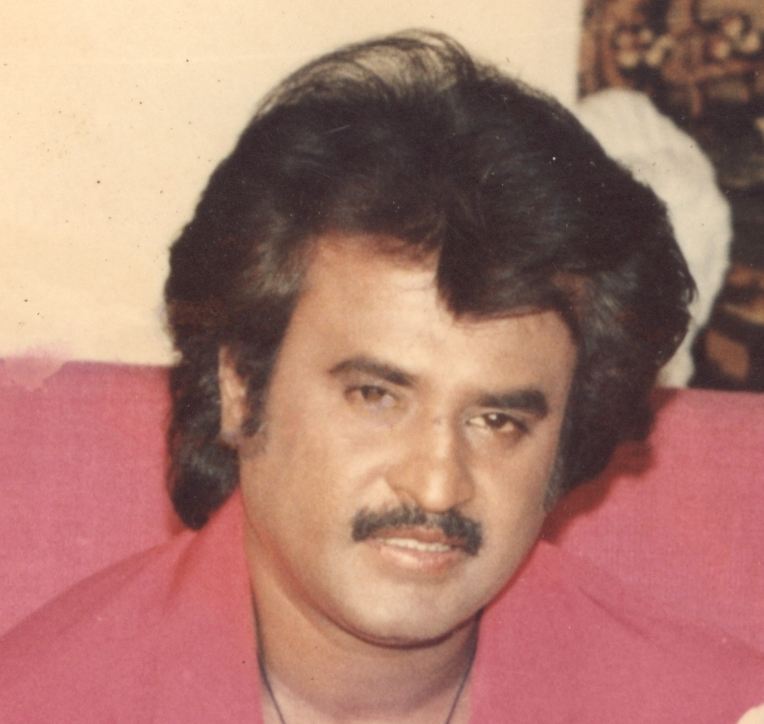
Раджиникант в 1989 году

Самыми высокооплачиваемыми актёрами современного тамильского кинематографа являются такие суперзвёзды как Раджникант и Камал Хасан. Дебют актёров состоялся в далёком 1975 году (фильм Apoorva Raagangal) (для Камала Хасана это был первый настоящий прорыв в Колливуде), но и по сей день они имеют статус доминирующих и самых высокооплачиваемых актёров современного Колливуда. Более того, Раджиникант является ещё и самым высокооплачиваемым актёром Индии и вторым самым высокооплачиваемым актёром Азии после Джеки Чана. Свою карьеру актёр начинал с ролей злодеев и героев второго плана, причём это были фильмы где, как правило, в главной роли снимался Камал Хасан, но уже с 1978 года (фильм Mullum Malarum) Раджиникант переходит на исполнение главных ролей. Актёр является лауреатом правительственной награды Падма Бхушан. Настоящее имя Раджиниканта — Шиваджи Рао Гаеквад, актёр не является этническим тамилом, его родной язык — маратхи.
В список самых высокооплачиваемых актёров современного Колливуда также входят: Су́рья, Виджай, Аджит Кумар, Карти, Викрам, Дхануш, Силамбара́сан (Симбу), А́рья, Вишал, Джива.
Среди известных фигур современного тамильского кинематографа также значатся такие разноплановые актёры как Пракаш Радж (актёр является владельцем известной кинокомпании «Дуэт Мувиз») и Пасупати (Пашупати), а также известные исполнители комедийных ролей Вадивелу и Вивек.

## Актрисы

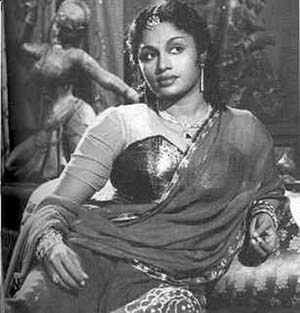
Т. Р. Раджакумари в фильме «Шивакави» (1943)

Первой актрисой-суперзвездой тамильского кинематографа является К. Б. Сундарамбал, размер гонорара которой за роль в фильме Nandanar («Нанданар») (1935) вносит её в разряд самых высокооплачиваемых актрис Индии всех времён. Однако К. Б. Сундарамбал исполняла в фильме не женскую, а главную мужскую роль — неприкасаемого индуистского святого Нанданара. Первой же «девушкой мечты» тамильской «фабрики грёз» стала исполнительница карнатического вокала, танцовщица и актриса Т. Р. Раджакумари, снявшаяся в одном из самых грандиозных хитов в истории тамильского кино — фильме «Харидас» («Haridas») (1944).
Статус самой популярной актрисы периода 1950—1960-х годов принадлежит актрисе и танцовщице Па́дмини, сыгравшей за свою жизнь почти в четырёхстах тамильских кинокартинах. Актриса также снималась на телугу, малаялам и хинди. В советском кинопрокате шли такие фильмы с её участием, как «Хождение за три моря» (1958), болливудская кинокартина «Моё имя Клоун» (1970), а также тамильская кинолента «Долгая разлука» (1985), где актриса уже выступила в роли бабушки главной героини (актриса Надия).
Среди легендарных актрис Колливуда периода 1950—1970-х годов также значатся:
Б. Сароджа Деви (актриса сыграла более чем в 170 фильмах на каннада, телугу, хинди и тамильском языках, является лауреатом правительственной награды Падма Бхушан),
Джаялалита (известный в Индии политик, трижды занимала пост главы правительства штата Тамилнад; до вступления на политическое поприще сделала успешную карьеру в кино, являясь одной из доминирующих актрис Колливуда периода 1960—1970-х годов),
К. Р. Виджая (начав карьеру в 1960-е годы, актриса сумела продержаться в южноиндийской киноиндустрии более четырёх десятилетий),
Савитри (актриса Толливуда и Колливуда, игравшая в паре с такими тамильскими суперзвёздами как М. Г. Рамача́ндран и Шиваджи Ганешан, супруга суперзвезды Колливуда Джемини Ганешана), Девика (популярная актриса Колливуда и Толливуда, славившаяся своей природной красотой, за что её часто выбирали на роли главных героинь в мифологических картинах; внучка Рагхупати Ве́нкая Найду — отца телугоязычного кинематографа).
Ведущими актрисами Колливуда 80-х годов являются: Кушбу, Радха, А́мбика, Гаутами, Саранья и Ру́пини.
В период 90-х набирают популярность такие актрисы как Нагма, Рамбха, Мадху, Мина, Деваяни, Роджа и Симран.

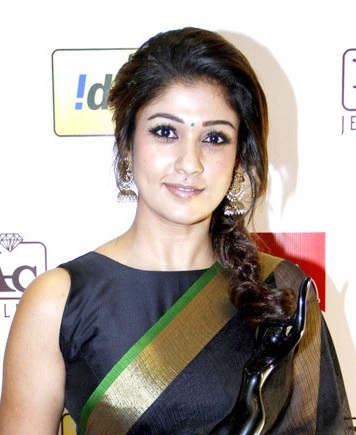
Актриса Наянтара

Что касается периода 2000-х годов, то до недавнего времени самой высокооплачиваемой актрисой Колливуда являлась Асин, но с 2008 года она переключилась на работу в Болливуде, где также вошла в число высокооплачиваемых актрис. На данный момент место «первой леди» в киноиндустрии занимает Наянтара; в первую десятку самых высокооплачиваемых актрис также входят: Анушка Шетти, Таманна, Шрия Саран, Ка́джал Аггарвал, Триша Кри́шнан (является самой высокооплачиваемой актрисой тамильского происхождения), Ха́нсика Мотвани, Приямани, Шрути Хасан, Саманта. Среди известных актрис современного тамильского кинематографа также значатся: Сандхья, Садха, Намита, Джотика.
Тамильский кинематограф дал киноиндустрии на языке хинди (Болливуду) таких знаменитых кинозвёзд как Виджаянтимала, Шридеви и Хема Малини (её первой работой в кино стала небольшая роль в тамильском фильме «Idhu Sathiyam» (1963)). Известная актриса Болливуда — Рекха — также является уроженкой штата Тамилнад.
В тамильском кинематографе сильнее, чем в других южноиндийских киноиндустриях развито такое явление, как «героецентризм»: в центре сюжета кинокартины всегда находится роль героя, а не героини. Роли же тамильских и вообще южноиндийских героинь, как правило, небольшие, их гонорары меньше, чем у актёров-мужчин, поэтому актрисы вынуждены сниматься в нескольких картинах одновременно, часто находясь в довольно жёстких рамках сразу пяти индийских киноиндустрий: на тамильском, телугу, малаялам, каннада и хинди.

## В советском кинопрокате и на DVD
Тамильские фильмы, дублированные на русский язык и шедшие в советском кинопрокате:
«Ложная клятва» (Mundhanai Mudichu, 1983, в гл. ролях: К. Бхагьярадж, Урваши), «Такие разные братья» (Apoorva Sagodharargal, 1989, в гл. ролях: Камал Хасан (двойная роль), Гоутами, Рупини), «Долгая разлука» (Poove Poochooda Vaa, 1985, гл. ролях: Падмини, Надия, С. В. Секхар), «Поющая раковина» (Kadalora Kavithaigal, 1986, в гл. ролях: Сатьярадж, Рекха — тёзка болливудской актрисы Рекхи), «Король шуток» (Punnagai Mannan, 1986, в гл. ролях: Камал Хасан (двойная роль), Ревати).
Из современного тамильского кинематографа профессионально озвучены на русский язык и выпущены на DVD фильмы: «Невинная ложь» (Jeans, 1998), «Сету» (Sethu, 1999), «Разум и чувства» (Kandukondain Kandukondain, 2000), «Дже́мини» (Gemini, 2002), «Всеми правдами» (Saamy, 2003), «Пыль» (Dhool, 2003), «Любовь и предубеждение» (Kadhal Sadugudu, 2003), «Самый красивый» (Perazhagan, 2004), «Таинственная гостья» (Chandramukhi, 2005), «Незнакомец» (Anniyan, 2005), «Забава» (Majaa, 2005), «Домашний очаг» (Sivakasi, 2005), «Превозмочь себя» (Ghajini, 2005), «Крутой Шиваджи» (Sivaji, 2007), «Нелегко быть боссом» (Kireedam, 2007), «Праздник огней» (Deepavali, 2007), «Предчувствие» («Красивый сын тамили») (Azhagiya Tamil Magan, 2007), «Бхима» (Bheemaa, 2008), «Сурья, сын Кришнана» (Vaaranam Aayiram, 2008), «Неуловимый» (Ayan, 2009), «Вайшали» («Бессилие») (Eeram, 2009), «Кандасами» (Kanthaswamy, 2009), «Разгневанный» («Недоучка») (Padikathavan, 2009), «Демон» (Raavanan, 2010), «Робот» (Endhiran / Enthiran, 2010), «Львиное сердце» (Singam, 2010), «Посланник судьбы» (Velayudham, 2011), «Вирус мести» («Я») (I, 2015), «Часовщик» («Проект 24») (24, 2016) и др.